# Hostovice (okres Snina)
Hostovice (maďarsky Vendégi, do roku 1907 Hosztovica, rusínsky Гостовиці) jsou obec v okrese Snina v Prešovském kraji na severovýchodním Slovensku. Žije zde 252 obyvatel.
V katatrálním území obce se nachází přírodní rezervace Hostovické lúky.